# 刘新
參數所指定的目標頁面不存在，建議更正成存在頁面或直接建立下列一個頁面（建立前請先搜尋是否有合適的存在頁面可以取代）：
- 刘新 (成侯)

刘新（1957年—），男，汉族，湖南新化人，中华人民共和国政治人物。1974年3月参加工作，1975年8月加入中国共产党。武汉大学马克思主义哲学专业毕业。

## 生平
1994年5月，任广州军区政治部干部部调配处处长。1997年7月，任广州军区政治部干部部副部长（其间：1997年9月-1999年6月，在武汉大学马克思主义哲学专业学习）。2001年1月，任海南省军区政治部副主任。2007年5月，任湖南省军区政治部主任。2012年3月，任海南省军区副政治委员。2012年6月，任海南省军区政治委员。2014年9月，任中共海南省委常委。2017年4月，退休。
2013年，当选第十二届全国人民代表大会解放军代表。